# ويليام بليلوتش
ويليام بليلوتش (9 فبراير 1906 جوهانسبرغ - 20 يونيو 1991) هو عالم معادن من جنوب إفريقيا اشتهر بتطوير تقنيات الصهر لمعالجة خامات الكروم. في احتفال أقيم عام 1975 عندما منحته جامعة ويتواترسراند الدكتوراه الفخرية في العلوم والهندسة، جاء في الاقتباس «يمكن أن يُطلق على ويليام بللوك حقًا اسم أب صناعتنا الكهروكيميائية والكهربائية المعدنية».  

## التعليم
كان بليلوتش نجل الجيولوجي، ويليام إدوين بليلوتش. تم تسجيل بليلوتش في كلية سانت أندرو، جراهامستاون والتحق بجامعة ويتواترسراند حيث حصل على بكالوريوس العلوم. درجة مع مرتبة الشرف الأولى عام 1927، وماجستير. درجة في عام 1928. من هناك درس في جامعة لندن وحصل على الدكتوراه. في الهندسة الكيميائية، مع مرتبة الشرف الأولى في الكيمياء، عام 1930. أثناء وجوده في لندن، التقى الشاب الأمريكي جان ديني، الذي تزوج بعد ذلك. نتج عن الزواج ثلاثة أبناء وبنتان.

## الحرب العالمية الثانية
كان أول منصب لبيلوش في جنوب إفريقيا هو كبير الكيميائيين في شركة يونيون ستيل كوربوريشن. التحق بفيلق الهندسة بجنوب إفريقيا عند اندلاع الحرب العالمية الثانية، وتم تكليفه بتجميع تقرير جدوى حول إنشاء مصنع غاز الخردل في مزرعة كليبفونتين بالقرب من حديقة كمبتون كجزء من المجهود الحربي. لم يكن معدل الإنتاج البالغ 10 أطنان يوميًا كافياً من قبل المديرين البريطانيين وتم إنشاء مصنع ثانٍ في فيرغروف بالقرب من سومرست ويست. بمجرد الوصول إلى الإنتاج الكامل، تم وضع المشروع تحت الإدارة المدنية. وصف بليلوتش تصنيع الغاز بأنه «مهمة كريهة وخطيرة للغاية»، ومن اللافت للنظر أنه لم تحدث أي وفيات أثناء الإنتاج. تم استخدام غاز الخردل في حملات مختلفة خلال الحرب العالمية الثانية. (انظر غاز الخردل# الاستخدام)
بحلول نهاية الحرب، تضمنت مسؤوليات المقدم بليلوتش تحويل منشأة كليبفونتين (Klipfontein) لإنتاج DDT، وهو تحويل كان مناسبًا لأنه استخدم البنزين والكلور، وكلاهما كان في متناول اليد كمخزون فائض من أيام غاز الخردل. تم استخدام مادة الـ دي.دي.تي لمكافحة حمى التيفوس التي تنقلها القمل والتي وصلت في ذلك الوقت إلى معدلات وبائية في أجزاء من جنوب إفريقيا.  أكسبته ورقته البحثية عام 1947 حول التحويل التي تم تسليمها إلى جمعية الكيمياء والمعادن والتعدين بجنوب إفريقيا، الميدالية الذهبية للجمعية. تم تقديم ورقة لاحقة إلى معهد المهندسين بجنوب إفريقيا وتناولت إنتاج الإيثيلين، مما جعله رائدًا في الإنتاج الواسع النطاق للمواد الكيميائية العضوية الاصطناعية.

## مزيد من العمل
في عام 1934 حدد بليلوتش طريقة لاستخراج الفاناديوم والحديد الخام من أكسيد الحديد الأسود. في السنوات التي أعقبت الحرب العالمية الثانية، شارك مرة أخرى في المشاريع المعدنية والكهربائية المعدنية. في عام 1948 أخذ 100 طن من مادة Bushveld Igneous Complex إلى النرويج حيث تم استخراج الفاناديوم وتم تحويل الحديد الخام إلى صلب. تم وضع مفهومه البصري في بحث نُشر في مارس 1949 بعنوان «الصهر الكهربائي لخامات الحديد لإنتاج سبائك الحديد والفولاذ واستعادة الكروم والفاناديوم» الذي نشره معهد جنوب إفريقيا للتعدين والمعادن. خلال هذه الفترة كان المستشار الفني لشركة راند مينس المحدودة في مشروع لبناء مصنع تجاري لإنتاج الكروم الصلب من خام بوشفيلد. تم تطوير ورقة تدفق عملية (Evraz Highveld Steel & Vanadium)(EHSV) في أوائل الستينيات، بناءً على عمل بليلوتش لعام 1949. أظهر أن خام المغنتيت من مجمع Bushveld Igneous يمكن صهره باستخدام فرن القوس المغمور مع التحكم في إضافة الكربون. 
حصل على ميدالية ذهبية أخرى في ورقته البحثية عام 1950 التي قدمها إلى معهد المهندسين بجنوب إفريقيا بعنوان «الاعتبارات النظرية في تشغيل أفران الحديد المتفجر مع انفجار ثاني أكسيد الكربون بالأكسجين البارد». سيستغرق تحقيق أفكار بليلوتش حوالي 30 عامًا. 
استمر تحسين تقنية الأفران العالية في إثارة اهتمامه، وفي عام 1971 نشر «نظرية إنتاج الحديد البارد باستخدام غاز مكدس يحتوي على نسبة منخفضة من النيتروجين». تم النظر إلى الأفكار الواردة في هذه الورقة على أنها حل واقعي لمشكلة النقص المزعجة المتمثلة في نقص الاحتياطيات المحلية من فحم الكوك، كما حددت أفكارًا لإنتاج سبائك حديدية ذات نقاط انصهار منخفضة. انتخب بليلوتش رئيسًا لمعهد جنوب إفريقيا للتعدين والمعادن للعام 1956-1957. تم الترحيب بخطابه الافتتاحي، «المعادن والميجاوات في جنوب شرق إفريقيا» لعرضه الواضح لآفاق الصناعات الكهربائية المعدنية في المنطقة.

## روابط خارجية
- المكتب الكندي للملكية الفكرية - براءات الاختراع 556793
- بعض براءات الاختراع بليلوتش